# Рош, Уильям Джеймс
Уи́льям Дже́ймс Рош CMG PC (англ. William James Roche; 30 ноября 1859 года, Кладенбойе — 30 сентября 1937 года, Оттава) — канадский политик, член Консервативной партии Канады. Занимал ряд министерских постов в правительстве Роберта Бордена.

## Биография
Родился в городе Кландебойе, Западная Канада (ныне — часть муниципалитета Лукан-Биддалф, Онтарио) в семье У. Ф. Роша. Получил начальное и среднее образование в Лукане (ныне — также часть Лукан-Биддалфа) и Лондоне, Онтарио. Затем учился в Медицинском колледже Троицы в Торонто и в Университете Западного Онтарио. После окончания вуза переехал в Манитобу, работал врачом в Миннедосе. В 1883 году женился на Энни Э. Кук.
Начал политическую карьеру в 1892 году, безуспешно приняв участие в выборах в Законодательное собрание Манитобы.. В 1896 году стал депутатом Палаты общин Канады от манитобского избирательного округа Маркетт. В 1911—1917 годах занимал ряд постов в первом кабинете Роберта Бордена: был государственным секретарём по иностранным делам (1911—1912), министром внутренних дел (1912—1917), министром горнодобывающей промышленности (1912—1913) и генеральным суперинтендантом по делам индейцев (1912—1917).
В 1934 году Рош стал кавалером ордена Святого Михаила и Святого Георгия.
Уильям Джеймс Рош умер 30 сентября 1937 года в Оттаве. На момент смерти ему было 77 лет.